# Георги Алексиев
Георги Алексиев Иванов е български белетрист и представител в VII велико народно събрание.

## Биография
Роден е на 10 септември 1927 г. в село Якимово, северозападна България. Учи в Пловдив, а след това завършва право в Софийския университет. По-късно работи като заместник главен редактор в списание „Тракия“, а след 1975 година – като главен редактор, в най-силния период на списанието (1975 – 1978 г.). През 1990 – 91 г. участва в работата на VII велико народно събрание. На 75-ата си годишнина през 2002 г. той представя книгата си „Заключване на гроб“. Умира на 26 юни 2011 г. след кратко боледуване.

## Творчество
Георги Алексиев дебютира със сборника разкази „Засука се вихрушка“ (1971) и малцина очакват, че живеещият в Пловдив от 1957 г. автор ще достигне до национално значими постижения в прозата. Това се дължи на романите „Кръстопът на облаци“ (1973), „Духовете на Цибрица“ (1976), „Горещници“ (1978), образували впечатляваща трилогия. Георги Алексиев изхожда от яркото своеобразие на родния си северозападен Ломски край, за да създаде сагата за село Драговец, обхващаща времето от освобождението на България от османска власт, през войните и Септемврийското въстание от 1923 до новите времена. Изображението е многопланово, изпъкват ярко портретирани герои, чиято съдба представя драматизма на българското историческо битие. (Сред стълпотворението им паметни са образите на митичната баба Вида Толовска и на фашиста Крум Мислиев.)
В следващите си книги „Разпятие“ (1978), „Разсечено небе“ (1984), „Сказание за Млечния път“ (1987), „Върколакът“ (1997), „Заключване на гроб“ (2002) писателят остава близък на символно-алегоричното визионерство, черпещо своята сила от езическите корени на народностните представи за битието. В другите творби на Георги Алексиев като „Добър ден, неудачнико“ (1988) и „Господ е болен“ (1991) доминира остро полемичното отношение към съвременността.

## Признание и награди
Получава националната литературна награда „Йордан Йовков“ през 1971 г.
Георги Алексиев е почетен гражданин на град Пловдив от 2001 г.